# Neotrichia dientera
Neotrichia dientera är en nattsländeart som beskrevs av Harris 1990. Neotrichia dientera ingår i släktet Neotrichia och familjen smånattsländor. Inga underarter finns listade i Catalogue of Life.